# Qualificazioni alla Coppa d'Asia 1968
Questa voce raccoglie un approfondimento sui risultati degli incontri e sulle classifiche per l'accesso alla fase finale della Coppa d'Asia 1968.

## Sorteggio dei gruppi
| Gruppo 1 (Centro)                                                 | Gruppo 2 (Est)                                              | Gruppo 3 (Ovest)                 | Gruppo 4 (Ovest)                                  |
| ----------------------------------------------------------------- | ----------------------------------------------------------- | -------------------------------- | ------------------------------------------------- |
| - Hong Kong - Malaysia - Singapore - Thailandia - Vietnam del Sud | - Corea del Sud - Filippine - Giappone - Indonesia - Taiwan | - Afghanistan - Israele - Kuwait | - Birmania - Cambogia - Ceylon - India - Pakistan |

## Risultati

### Gruppo 1 (Centro)
| Hong Kong 22 marzo 1967 | Hong Kong | 2 – 0 | Vietnam del Sud | Hong Kong Stadium |

| Hong Kong 24 marzo 1967 | Malaysia | 1 – 1 | Singapore | Hong Kong Stadium |

| Hong Kong 24 marzo 1967 | Thailandia | 0 – 1 | Vietnam del Sud | Hong Kong Stadium |

| Hong Kong 26 marzo 1967 | Thailandia | 4 – 1 | Singapore | Hong Kong Stadium |

| Hong Kong 26 marzo 1967 | Hong Kong | 3 – 1 | Malaysia | Hong Kong Stadium |

| Hong Kong 29 marzo 1967 | Vietnam del Sud | 0 – 2 | Malaysia | Hong Kong Stadium |

| Hong Kong 29 marzo 1967 | Hong Kong | 2 – 0 | Singapore | Hong Kong Stadium |

| Hong Kong 31 marzo 1967 | Thailandia | 1 – 0 | Malaysia | Hong Kong Stadium |

| Hong Kong 2 aprile 1967 | Hong Kong | 2 – 0 | Thailandia | Hong Kong Stadium |

| Hong Kong 2 aprile 1967 | Vietnam del Sud | 3 – 0 | Singapore | Hong Kong Stadium |

#### Classifica
| Pos. | Squadra         | Pt | G | V | N | P | GF | GS | DR |
| ---- | --------------- | -- | - | - | - | - | -- | -- | -- |
| 1.   | Hong Kong       | 8  | 4 | 4 | 0 | 0 | 9  | 1  | +8 |
| 2.   | Thailandia      | 4  | 4 | 2 | 0 | 2 | 5  | 4  | +1 |
| 3.   | Vietnam del Sud | 4  | 4 | 2 | 0 | 2 | 4  | 4  | 0  |
| 4.   | Malaysia        | 3  | 4 | 1 | 1 | 2 | 4  | 5  | −1 |
| 5.   | Singapore       | 1  | 4 | 0 | 1 | 3 | 2  | 10 | −8 |

### Gruppo 2 (Est)
| Taipei 27 luglio 1967 | Taiwan | 2 – 2 | Giappone | Zhongshan Soccer Stadium |

| Taipei 27 luglio 1967 | Corea del Sud | 1 – 1 | Indonesia | Zhongshan Soccer Stadium |

| Taipei 1º agosto 1967 | Taiwan | 9 – 0 | Filippine | Zhongshan Soccer Stadium |

| Taipei 1º agosto 1967 | Giappone | 2 – 1 | Corea del Sud | Zhongshan Soccer Stadium |

| Taipei 3 agosto 1967 | Taiwan | 3 – 2 | Indonesia | Zhongshan Soccer Stadium |

| Taipei 3 agosto 1967 | Giappone | 2 – 0 | Filippine | Zhongshan Soccer Stadium |

| Taipei 5 agosto 1967 | Giappone | 2 – 1 | Indonesia | Zhongshan Soccer Stadium |

| Taipei 5 agosto 1967 | Corea del Sud | 7 – 0 | Filippine | Zhongshan Soccer Stadium |

| Taipei 7 agosto 1967 | Taiwan | 1 – 0 | Corea del Sud | Zhongshan Soccer Stadium |

| Taipei 7 agosto 1967 | Indonesia | 6 – 0 | Filippine | Zhongshan Soccer Stadium |

#### Classifica
| Pos. | Squadra       | Pt | G | V | N | P | GF | GS | DR  |
| ---- | ------------- | -- | - | - | - | - | -- | -- | --- |
| 1.   | Taiwan        | 7  | 4 | 3 | 1 | 0 | 15 | 4  | +11 |
| 2.   | Giappone      | 7  | 4 | 3 | 1 | 0 | 8  | 4  | +4  |
| 3.   | Corea del Sud | 3  | 4 | 1 | 1 | 2 | 9  | 4  | +5  |
| 4.   | Indonesia     | 3  | 4 | 1 | 1 | 2 | 10 | 6  | +4  |
| 5.   | Filippine     | 0  | 4 | 0 | 0 | 4 | 0  | 24 | −24 |

### Gruppo 4 (Ovest)
| Rangoon 12 novembre 1967 | Birmania | 2 – 0 | India | Bogyoke Aung San Stadium |

| Rangoon 13 novembre 1967 | Cambogia | 1 – 0 | Pakistan | Bogyoke Aung San Stadium |

| Rangoon 15 novembre 1967 | Pakistan | 1 – 1 | India | Bogyoke Aung San Stadium |

| Rangoon 16 novembre 1967 | Birmania | 1 – 0 | Cambogia | Bogyoke Aung San Stadium |

| Rangoon 18 novembre 1967                                                              | Cambogia  | 3 – 1         | India | Bogyoke Aung San Stadium |
| \| \| \| \| \| 35’ Sea Cheang Eng 57’ 60’ Sieng Tara \| Marcatori \| 89’ P. Kannan \| |           |               |       |                          |
|                                                                                       |           |               |       |                          |
| 35’ Sea Cheang Eng 57’ 60’ Sieng Tara                                                 | Marcatori | 89’ P. Kannan |       |                          |

| Rangoon 19 novembre 1967 | Birmania | 2 – 0 | Pakistan | Bogyoke Aung San Stadium |

#### Classifica
| Pos. | Squadra  | P.ti | G | V | P | S | GF | GS | DR |
| ---- | -------- | ---- | - | - | - | - | -- | -- | -- |
| 1.   | Birmania | 5    | 3 | 3 | 0 | 0 | 5  | 0  | +5 |
| 2.   | Cambogia | 4    | 3 | 2 | 0 | 1 | 4  | 2  | +2 |
| 3.   | Pakistan | 1    | 3 | 0 | 1 | 2 | 1  | 4  | −3 |
| 4.   | India    | 1    | 3 | 0 | 1 | 2 | 2  | 6  | −4 |

## Squadre qualificate
| Pr. | Squadra   | Data di qualificazione certa | Partecipante in quanto                                                                    | Ultima presenza    |
| --- | --------- | ---------------------------- | ----------------------------------------------------------------------------------------- | ------------------ |
| 1   | Iran      |                              | Rappresentativa della nazione organizzatrice della fase finale                            | Esordiente         |
| 2   | Israele   | 1967                         | Ammesso di diritto dopo il ritiro delle altre partecipanti nel Gruppo 3 di qualificazione | Israele 1964       |
| 3   | Hong Kong | 2 aprile 1967                | Vincitrice del Gruppo 1 di qualificazione                                                 | Israele 1964       |
| 4   | Taiwan    | 7 agosto 1967                | Vincitrice del Gruppo 2 di qualificazione                                                 | Corea del Sud 1960 |
| 5   | Birmania  | 16 novembre 1967             | Vincitrice del Gruppo 4 di qualificazione                                                 | Esordiente         |